# Williams FW12
Williams FW12 — гоночный автомобиль команды Canon Williams Team, построенный для участия в сезоне Формулы-1 1988 года. Модифицированная версия, получившая индекс FW12C принимала участие в 12 из 16 гонках сезона 1989 года.

## История

### 1988 год
В новом сезоне 1988 года Williams лишился моторов Honda, которые стояли теперь на чемпионском McLaren. Поэтому пришлось использовать менее мощные 3,5-литровые двигатели Judd. Нельсон Пике ушёл в Lotus, его место занял Риккардо Патрезе.
Перед началом сезона была надежда, что с доработанной системой активной подвески Williams сможет остаться в лидерах. На практике оказалось, что сложная система делала болид нестабильным в поворотах и неуправляемым. Пилоты отмечали, что настройки подвески менялись из круга в круг, а иногда и от поворота к повороту. Скорости на прямых тоже не хватало, так как мотор Judd развивал всего 600 л. с.
В общем, новый болид FW12 получился настолько медленным и ненадежным, что к середине сезона в активе команды было лишь одно очко. Лишь в конце сезона удалось немного выправить ситуацию, но набранных за сезон 20 очков хватило лишь на 7 место в Кубке Конструкторов, позади всех турболидеров, а также "атмосферных" Бенеттона и даже Марча ! В чемпионате пилотов Найджел Мэнселл занял 9 место.

### 1989 год
Ещё в середине 1988 года стало известно, что Мэнселл в следующем сезоне уйдет в Ferrari. На замену британцу был приглашен Тьерри Бутсен. В новый сезон Williams вошла с модифицированной версией FW12, получившей индекс FW12С. Компания Renault вернулась в Формулу-1 с новым двигателем 3,5 V10, и Уильямс первым подписал с французской компанией контракт на поставку моторов. Таким образом сложился альянс Williams-Renault, который завоюет множество титулов и побед в 1990-е годы.
Едва ли кто-то мог предположить, что первый круг дебютного Гран При Бразилии лидерами закончат гонщики Williams. Увы, продолжить гонку на столь же высокой ноте пилотам сине-желтых машин не удалось. Оба сошли: Бутсен почти сразу, а Патрезе в тот момент, когда до второй ступеньки подиума оставалось всего ничего. Патрезе как раз в Рио стал лидером по числу гонок в Ф1 – 177.
Этот год был в целом гораздо более успешным, чем предыдущий. В дождливом Монреале удалось завоевать дубль: Бутсен победил, а Патрезе финишировал вторым. Команда завоевала ещё несколько подиумов, но соперничать с McLaren-Honda было невозможно, зато удалось опередить Ferrari и занять 2 место в КК. Патрезе же занял третье место в чемпионате, позади Проста и Сенны. Достижения этого сезона стали залогом будущих успехов.

## Результаты в гонках
| Год  | Шасси          | Двигатель       | Шины | Пилоты  | 1    | 2    | 3    | 4    | 5    | 6    | 7    | 8    | 9    | 10   | 11   | 12  | 13   | 14  | 15   | 16   | Место | Очки |
| ---- | -------------- | --------------- | ---- | ------- | ---- | ---- | ---- | ---- | ---- | ---- | ---- | ---- | ---- | ---- | ---- | --- | ---- | --- | ---- | ---- | ----- | ---- |
| 1988 | Williams FW12  | Judd CV V8      | G    |         | БРА  | САН  | МОН  | МЕК  | КАН  | ДЕТ  | ФРА  | ВЕЛ  | ГЕР  | ВЕН  | БЕЛ  | ИТА | ПОР  | ИСП | ЯПО  | АВС  | 7     | 20   |
| 1988 | Williams FW12  | Judd CV V8      | G    | Мэнселл | Сход | Сход | Сход | Сход | Сход | Сход | Сход | 2    | Сход | Сход |      |     | Сход | 2   | Сход | Сход | 7     | 20   |
| 1988 | Williams FW12  | Judd CV V8      | G    | Брандл  |      |      |      |      |      |      |      |      |      |      | 8    |     |      |     |      |      | 7     | 20   |
| 1988 | Williams FW12  | Judd CV V8      | G    | Шлессер |      |      |      |      |      |      |      |      |      |      |      | 11  |      |     |      |      | 7     | 20   |
| 1988 | Williams FW12  | Judd CV V8      | G    | Патрезе | Сход | 13   | 6    | Сход | Сход | Сход | Сход | 8    | Сход | 6    | Сход | 7   | Сход | 5   | 6    | 4    | 7     | 20   |
| 1989 | Williams FW12C | Renault RS1 V10 | G    |         | БРА  | САН  | МОН  | МЕК  | США  | КАН  | ФРА  | ВЕЛ  | ГЕР  | ВЕН  | БЕЛ  | ИТА | ПОР  | ИСП | ЯПО  | АВС  | 2     | 77*  |
| 1989 | Williams FW12C | Renault RS1 V10 | G    | Бутсен  | Сход | 4    | 10   | Сход | 6    | 1    | Сход | 10   | Сход | 3    | 4    | 3   |      |     |      |      | 2     | 77*  |
| 1989 | Williams FW12C | Renault RS1 V10 | G    | Патрезе | Сход | Сход | 15   | 2    | 2    | 2    | 3    | Сход | 4    | Сход | Сход | 4   |      |     |      |      | 2     | 77*  |

* 23 очка в сезоне 1989 набраны на Williams FW13
| Легенда к таблице |                                                                    |
| --- | ------------------------------------------------------------------ |
| В таблице перечислены результаты всех Гран-при Формулы-1, в которых использовался автомобиль. Строками таблицы являются сезоны, столбцами — этапы чемпионата мира. В каждой клетке указаны сокращённое название этапа и результат, дополнительно обозначенный цветом. Расшифровка обозначений и цветов представлена в нижеследующей таблице. |                                                                    |
| \| Пример \| Описание \| \| ------------ \| ------------------------------------------------------------------ \| \| 1 \| Победитель \| \| 2 \| Второе место \| \| 3 \| Третье место \| \| 5 \| Финишировал, заработав очки \| \| Сход \| Не финишировал, но при этом заработал очки \| \| 12 \| Финишировал, не получив очков \| \| НКЛ \| Финишировал, но не попал в финальную классификацию \| \| 15 \| Участвовал вне зачёта, либо по отдельной классификации \| \| 18 \| Не финишировал, но попал в финальную классификацию \| \| Сход \| Не финишировал \| \| НКВ \| Не прошёл квалификацию \| \| НПКВ \| Не прошёл предквалификацию \| \| ДСК \| Дисквалифицирован \| \| ИСК \| Исключён из протокола соревнований \| \| ТТ \| Заявлен для участия только в тренировках \| \| НС \| Участвовал в квалификации, но не стартовал в гонке \| \| Т \| Травмирован или болен \| \| ОТК \| Отказ от участия \| \| НТР \| Прибыл на соревнования, но на трассу не выезжал \| \| НПР \| Был заявлен в числе участников, но не прибыл к началу соревнований \| \| О \| Соревнования отменены \| \| \| Не участвовал \| \| Поул-позиция \| \| \| Быстрый круг \| \| |                                                                    |
| Пример | Описание                                                           |
| 1 | Победитель                                                         |
| 2 | Второе место                                                       |
| 3 | Третье место                                                       |
| 5 | Финишировал, заработав очки                                        |
| Сход | Не финишировал, но при этом заработал очки                         |
| 12 | Финишировал, не получив очков                                      |
| НКЛ | Финишировал, но не попал в финальную классификацию                 |
| 15 | Участвовал вне зачёта, либо по отдельной классификации             |
| 18 | Не финишировал, но попал в финальную классификацию                 |
| Сход | Не финишировал                                                     |
| НКВ | Не прошёл квалификацию                                             |
| НПКВ | Не прошёл предквалификацию                                         |
| ДСК | Дисквалифицирован                                                  |
| ИСК | Исключён из протокола соревнований                                 |
| ТТ | Заявлен для участия только в тренировках                           |
| НС | Участвовал в квалификации, но не стартовал в гонке                 |
| Т | Травмирован или болен                                              |
| ОТК | Отказ от участия                                                   |
| НТР | Прибыл на соревнования, но на трассу не выезжал                    |
| НПР | Был заявлен в числе участников, но не прибыл к началу соревнований |
| О | Соревнования отменены                                              |
| | Не участвовал                                                      |
| Поул-позиция |                                                                    |
| Быстрый круг |                                                                    |